# Marcelo Parada
Marcelo Parada é um repórter e jornalista brasileiro. Tem passagens pela Folha de S.Paulo, Istoé, Grupo Estado, Grupo Bandeirantes, e mais recentemente, pelo SBT. Destacou-se como executivo no Grupo Bandeirantes (2003-2007), e mais tarde, no SBT (2012-2019). 

## Biografia
Começou sua carreira em 1984 como rádio escuta da Rádio Jovem Pan de São Paulo, na época dirigida por Fernando Vieira de Mello, e chegou a vários cargos na casa, como repórter, editor e chefe de reportagem. Em 1988, foi contratado pela Folha de S. Paulo, onde cobriu a Assembléia Nacional Constituinte e, no ano seguinte, a primeira eleição direta para presidente após o fim do regime militar. Foi editor de Política da revista Isto É no período do impeachment do ex-presidente Fernando Collor. Dirigiu a Rádio Eldorado entre 1993 e 1997, período no qual foi criado o “Ouvinte-repórter”, precursor da onda de interatividade que viria a se consolidar nos anos seguintes, com o advento da internet. Nesta época, participou ativamente da campanha contra a obrigatoriedade da Voz do Brasil.
Entre 1997 e 2009, trabalhou no Grupo Bandeirantes, onde foi diretor de jornalismo da Rádio Bandeirantes São Paulo (1997 a 2003) e vice-presidente da TV (2003 a 2007), período marcado pela contratação de profissionais tais como José Luiz Datena, Ricardo Boechat e Joelmir Beting. Levou a dramaturgia de volta à emissora, com o sucesso infanto-juvenil Floribella. Era um dos membros da bancada de entrevistadores do programa Canal Livre, nos fins de noite de domingo. Já na RB, consolidou a programação jornalística da emissora, dando ênfase à investigação, às grandes coberturas da cidade e à prestação de serviços, e conquistou o primeiro lugar entre as emissoras de notícias de São Paulo. Um dos slogans adotados no período foi o famoso "Bandeirantes, a rádio que briga por você". Participou ainda da bancada do "Jornal da Bandeirantes Gente”, com José Paulo de Andrade, José Nello Marques e Salomão Ésper. Na rádio BandNews FM foi titular do horário de 12h às 14h de 2007 a 2009
Em março de 2012, assumiu a direção nacional de jornalismo do Sistema Brasileiro de Televisão, onde ficou até janeiro de 2017, quando quando foi transferido para a direção comercial da emissora, em um conjunto de mudanças internas, sendo assim substituído por José Occhiuso. A frente do departamento comercial, destacou-se pelo seu bom relacionamento com o mercado publicitário e sua atuação na compra dos direitos de transmissão da Copa Nordeste pelo SBT. Em 2019, após 7 anos, deixou a emissora, onde liderava as negociações comerciais da empresa. 

É autor do livro “Rádio: 24 horas de jornalismo”, lançado no ano 2000 pela Panda Books e adotado desde então por diversos cursos de comunicação do país. Faz palestras sobre a importância da comunicação eficiente no ambiente de trabalho. Antes de ser contratado pelo SBT, atuou como diretor de comunicação no ramo corporativo. 